# 기영회도
기영회도(耆英會圖)는 서울특별시 용산구, 국립중앙박물관에 있는 조선시대의 풍속화이다. 2001년 10월 25일 대한민국의 보물 제1328호로 지정되었다.
기영회는 만 70세 이상의 2품이상 원로사대부로 구성된 모임으로, 모임 후에는 이를 기리고 전승시키기 위해 화공(畵工)을 시켜 도회(圖繪)하도록 하였다. 화면을 주선(朱線)으로 구획하여 상단에는 제목을 적고, 중단에는 건물 대청에서 열리는 연회장면을 그렸으며, 하단에는 참석자들의 이름, 자(字), 호(號), 본관, 품계(品階)와 관직 등의 좌목(座目)과 시문(詩文)이 적혀 있다. 좌목에 의하면 참석자는 홍섬(洪暹 1504~1585), 노수신(盧守愼 1515~1590), 정유길(鄭惟吉 1515~1588), 원곤(元混 1505~1588), 정종영(鄭宗榮 1513~1589), 박대립(朴大立 1512~1584), 임열(任說 1510~1591) 등 7명이다. 조선 중기의 국가 원로들이 참여한 기로연 그림으로서 건물 속에서 열린 계회도 형식인데, 종래에 알려진 기영회도보다 건물 밖의 모습에 큰 비중을 두고 있어 기영회도의 또 다른 면모를 잘 보여준다.
주 참석자의 모습 뿐만 아니라 배경의 묘사, 기물의 표현, 등장 인물의 행동이 다양하고 자세하여 기영 회의 절차에 대하여 많은 자료를 제공해 주고 있다.
동시에 화면 하부에는 좌목과 시문이 적혀 있어 기로회와 관련된 당시의 상황을 이해하는데 많은 도움을 준다.
이 작품은 채색의 사용이나 필치의 구사가 뛰어나 16세기 최고 수준의 화원이 제작하였다고 추정되는 것으로 미술사적 가치가 높은 작품이다.

## 같이 보기
- 기영회

## 참고 자료
- 기영회도 - 국가유산청 국가유산포털